# Superstition (The Birthday Massacre)
Superstition è il sesto album discografico in studio del gruppo di rock elettronico canadese The Birthday Massacre, pubblicato nel 2014.

## Tracce
1. Divide – 4:04
2. Diaries – 3:32
3. Superstition – 3:51
4. Destroyer – 3:42
5. Surrender – 5:17
6. Oceania – 4:11
7. Rain – 3:46
8. Beyond – 3:51
9. The Other Side – 4:30
10. Trinity – 2:24

## Formazione
- Chibi - voce
- Rainbow - chitarra
- Falcore - chitarra
- Rhim - batteria
- Owen - tastiere
- Nate Manor - batteria